# 桐城街道
桐城街道，是中华人民共和国福建省宁德市福鼎市下辖的一个乡镇级行政单位。

## 行政区划
桐城街道下辖以下地区：
龙山社区、海口社区、富民社区、流美社区、石湖社区、春亭社区、天湖社区、五里牌村、玉塘村、塔下村、江边村、八尺门村、董江村、资国村、外墩村、丹岐村、沙龙村、岩前村、三门里村、柯岭村、外洋村和浮柳村。